# Oberweißenbrunn
Oberweißenbrunn ist ein Gemeindeteil der Stadt Bischofsheim in der Rhön im unterfränkischen Landkreis Rhön-Grabfeld in Bayern.
Das Kirchdorf liegt circa sechs Kilometer nordwestlich von Bischofsheim an der Bundesstraße 279 und etwa zwei Kilometer südlich der Schwedenschanze. Oberweißenbrunn ist das höchstgelegene Dorf in Unterfranken. Es hat sich zu einem kleinen Wintersportzentrum entwickelt. Auch ist Oberweißenbrunn als Ausgangspunkt für Wanderungen sehr beliebt. Umliegende Berge sind der Kreuzberg, Himmeldunkberg, Teufelsberg (Rhön)  und der Arnsberg (Bayerische Rhön). 
Am 1. Mai 1978 wurde die zuvor selbständige Gemeinde Oberweißenbrunn nach Bischofsheim in der Rhön eingemeindet.

Lage von Oberweißenbrunn vor dem Himmeldunkberg

## Bau- und Bodendenkmäler

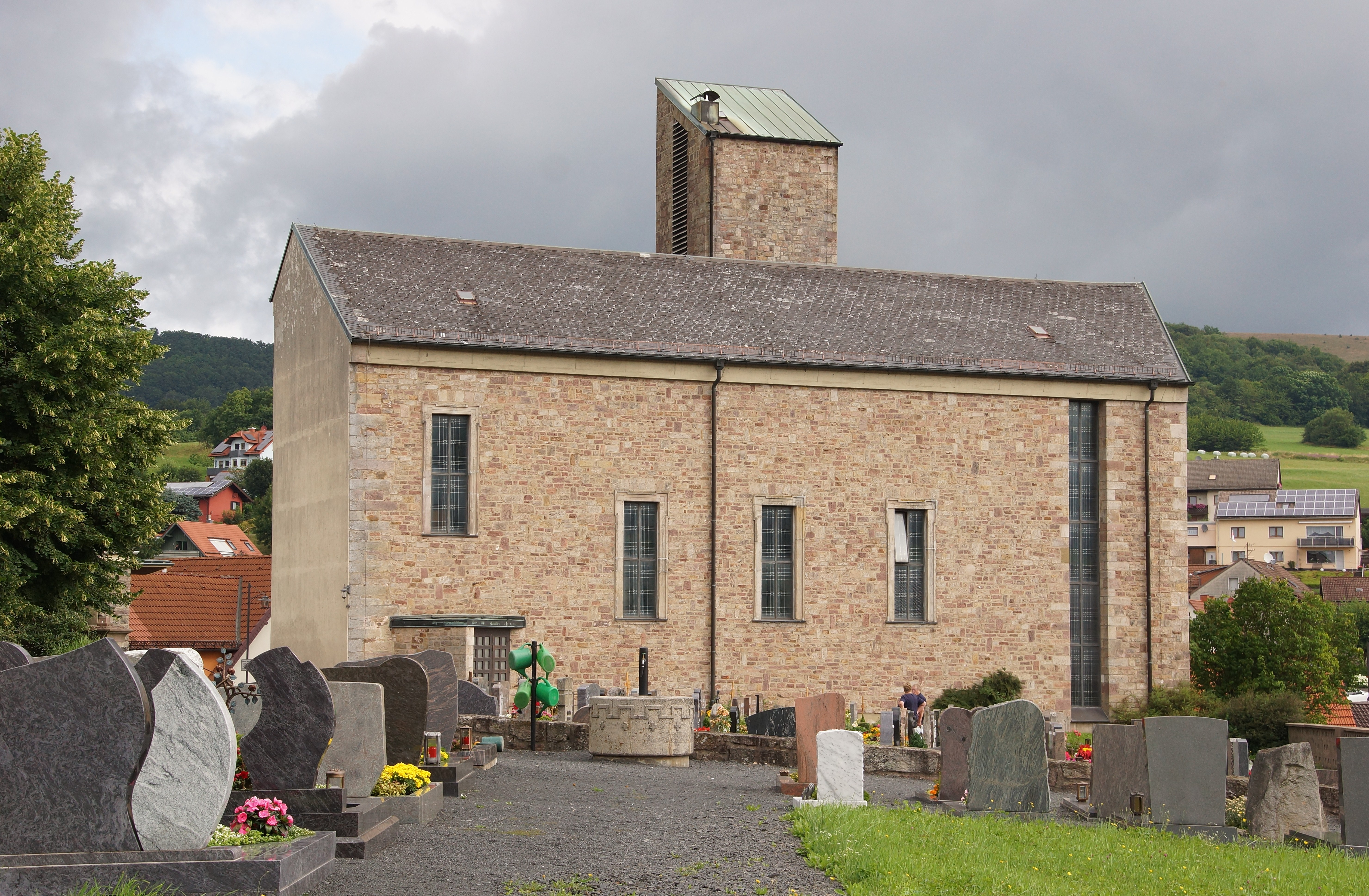
Kirche St. Vitus und St. Antonius

- Katholische Kuratiekirche St. Vitus und St. Antonius Eremit
- Doppelturmhügel Oberweißenbrunn